# A Ferencvárosi TC 2006–2007-es szezonja
A Ferencvárosi TC 2006–2007-es szezonja szócikk a Ferencvárosi TC első számú férfi labdarúgócsapatának egy idényéről szól. A csapat ebben az idényben az NB II Keleti csoportjában szerepelt, ahol először vett részt. A csoport 2. helyén végzett és így nem jutott vissza az NB I-be. A klub fennállásának ekkor volt a 108. évfordulója.

## Mérkőzések
| Színmagyarázat | Színmagyarázat |
| -------------- | -------------- |
|                | Győzelem.      |
|                | Döntetlen.     |
|                | Vereség.       |

### Nyári felkészülési mérkőzések
| 2006. július 5. |

| Ferencváros                                 | 3 – 1               | Rimaszombat |
| ------------------------------------------- | ------------------- | ----------- |
| Szalai 15' Jovánczai 27' Brettschneider 60' | (2 – 1) Jegyzőkönyv | Tomko 40'   |

| Üllői út, Budapest Nézőszám: 300 |

| 2006. július 15. |

| Ferencváros | 0 – 1               | Jiul Petroșani |
| ----------- | ------------------- | -------------- |
|             | (0 – 1) Jegyzőkönyv |                |

| Üllői út, Budapest Nézőszám: 450 |

### Téli felkészülési mérkőzések
| 2007. január 30. |

| Besztercebánya        | 1 – 0               | Ferencváros |
| --------------------- | ------------------- | ----------- |
| Medved 13' (11-esből) | (1 – 0) Jegyzőkönyv |             |

| Besztercebánya |

| 2007. február 21. |

| Rapid Wien | 1 – 2               | Ferencváros                            |
| ---------- | ------------------- | -------------------------------------- |
| Kincl 20'  | (1 – 0) Jegyzőkönyv | Tököli 60' 22' Laczkó 72' Dragóner 10' |

| Gerhard Hanappi Stadion, Bécs Nézőszám: 2 500 |

### NB II Keleti csoport

#### Őszi fordulók
| 1. forduló 2006. augusztus 12. 17:00 |

| Ferencváros | 1 – 0               | Jászapáti                          |
| ----------- | ------------------- | ---------------------------------- |
| Laczkó 83'  | (0 – 0) Jegyzőkönyv | Somodi 29' Kiskapusi 63' Tajti 69' |

| Üllői út, Budapest Nézőszám: 14 075 Játékvezető: Bognár Tamás (magyar) |

| 2. forduló 2006. augusztus 19. 15:00 |

| Szolnoki MÁV                                  | 2 – 5               | Ferencváros                                                               |
| --------------------------------------------- | ------------------- | ------------------------------------------------------------------------- |
| Pintér 23' 23' Antal 60' (11-esből) Bardi 87' | (1 – 3) Jegyzőkönyv | Lipcsei 24' (11-esből) 54' Bartha 26' Laczkó 35' 72' Tímár 58' Bognár 65' |

| Tiszaligeti stadion, Szolnok Nézőszám: 8 000 Játékvezető: Iványi Zoltán (magyar) |

| 3. forduló 2006. augusztus 26. 19:00 |

| Ferencváros                                       | 4 – 0               | Makó FC                                |
| ------------------------------------------------- | ------------------- | -------------------------------------- |
| Dragóner 7' Bartha 28' 60' Lipcsei 85' (11-esből) | (2 – 0) Jegyzőkönyv | Mórocz 35' Magyar 38' Saveljev 57' 83′ |

| Üllői út, Budapest Nézőszám: 12 000 Játékvezető: Solymosi Péter (magyar) |

| 4. forduló 2006. szeptember 3. 16:30 |

| Vecsési FC                                                  | 0 – 3               | Ferencváros                                                                |
| ----------------------------------------------------------- | ------------------- | -------------------------------------------------------------------------- |
| Hegyi 21' Kun 31' Czipper 37' Sidó 50' Szabó 54' Elbert 55' | (0 – 2) Jegyzőkönyv | Dragóner 15' 6' Laczkó 33' Lipcsei 54' (11-esből) 55' Tímár 35' Bartha 62' |

| Puskás Ferenc Stadion, Budapest Nézőszám: 10 000 Játékvezető: Szabó Zsolt (magyar) |

| 5. forduló 2006. szeptember 9. 19:00 |

| Ferencváros                                                        | 5 – 0               | Orosháza FC |
| ------------------------------------------------------------------ | ------------------- | ----------- |
| Lipcsei 2' Tököli 24' 55' Laczkó 51' Bartha 70' 90+2' Dragóner 15' | (2 – 0) Jegyzőkönyv | Fekete 82'  |

| Üllői út, Budapest Nézőszám: 10 500 Játékvezető: Szilasi Szabolcs (magyar) |

| 6. forduló 2006. szeptember 16. 18:00 |

| Kecskeméti TE                              | 2 – 2               | Ferencváros                                                    |
| ------------------------------------------ | ------------------- | -------------------------------------------------------------- |
| Csordás 9' Balla 90+1' Ábel 10′ Kovrig 83' | (1 – 2) Jegyzőkönyv | Tímár 27' Bartha 40' Laczkó 22' Balog 38' Lazić 56' Tököli 60' |

| Széktói Stadion, Kecskemét Nézőszám: 10 000 Játékvezető: Mészáros István (magyar) |

| 7. forduló 2006. szeptember 23. 18:00 |

| Ferencváros                                                      | 7 – 1               | Tuzsér SE                       |
| ---------------------------------------------------------------- | ------------------- | ------------------------------- |
| Tököli 11' 16' 44' Tímár 19' Laczkó 24' Jovánczai 60' Bartha 15' | (5 – 0) Jegyzőkönyv | Gergely 72' Tóth 84' Csobán 76' |

| Üllői út, Budapest Nézőszám: 9 200 Játékvezető: Sápi Csaba (magyar) |

| 8. forduló 2006. szeptember 30. 15:00 |

| Nyíregyháza Spartacus | 0 – 0               | Ferencváros                                |
| --------------------- | ------------------- | ------------------------------------------ |
|                       | (0 – 0) Jegyzőkönyv | Lazić 27' Lipcsei 35' Balog 59' Bognár 90' |

| Nyíregyháza Városi Stadion, Nyíregyháza Nézőszám: 10 000 Játékvezető: Iványi Zoltán (magyar) |

| 9. forduló 2006. október 6. 19:00 |

| Ferencváros                      | 2 – 0               | Karcag               |
| -------------------------------- | ------------------- | -------------------- |
| Lipcsei 23' (11-esből) Tímár 48' | (1 – 0) Jegyzőkönyv | Kocsis 23' Kádár 45' |

| Üllői út, Budapest Nézőszám: 9 000 Játékvezető: Pánczél Krisztián (magyar) |

| 10. forduló 2006. október 14. 18:00 |

| Ferencváros                                           | 4 – 0               | Jászberény |
| ----------------------------------------------------- | ------------------- | ---------- |
| Tököli 3' 90+3' Laczkó 73' Jovánczai 83' Dragóner 10' | (1 – 0) Jegyzőkönyv | Tóth 20'   |

| Üllői út, Budapest Nézőszám: 6 522 Játékvezető: Oláh Gábor (magyar) |

| 11. forduló 2006. október 21. 15:00 |

| Ferencváros                                    | 2 – 1               | Békéscsaba 1912 Előre                              |
| ---------------------------------------------- | ------------------- | -------------------------------------------------- |
| Jovánczai 7' Tököli 56' Ferencz 33' Bartha 87' | (1 – 0) Jegyzőkönyv | Pozsár 53' Szenti 18' Ferenczi 59' Tóth Kovács 85' |

| Üllői út, Budapest Nézőszám: 8 700 Játékvezető: Sulyok Gergely (magyar) |

| 12. forduló 2006. október 28. 18:00 |

| Ferencváros                       | 2 – 1               | Bőcs KSC                                            |
| --------------------------------- | ------------------- | --------------------------------------------------- |
| Lipcsei 55' (11-esből) Laczkó 68' | (0 – 0) Jegyzőkönyv | Urbin 59' Molnár 28' Török 36' Hegedűs 53' Vass 77' |

| Üllői út, Budapest Nézőszám: 8 900 Játékvezető: Demeter Miklós (magyar) |

| 13. forduló 2006. november 4. 13:30 |

| Kazincbarcikai SC                           | 2 – 2               | Ferencváros                                   |
| ------------------------------------------- | ------------------- | --------------------------------------------- |
| Kovács 64' Dávid 82' Kerekes 39' Bányai 50' | (0 – 2) Jegyzőkönyv | Tököli 23' 81' Bartha 28' Tímár 84' Balog 89' |

| Pete András Stadion, Kazincbarcika Nézőszám: 6 000 Játékvezető: Erdős József (magyar) |

| 14. forduló 2006. november 11. 16:00 |

| Ferencváros          | 2 – 0               | Budafok         |
| -------------------- | ------------------- | --------------- |
| Laczkó 37' Fitos 77' | (1 – 0) Jegyzőkönyv | Schmatovich 33' |

| Üllői út, Budapest Nézőszám: 7 000 Játékvezető: Török Károly (magyar) |

| 15. forduló 2006. november 18. 13:00 |

| Baktalórántháza VSE                   | 0 – 0               | Ferencváros                 |
| ------------------------------------- | ------------------- | --------------------------- |
| Ádámszki 60' Petranics 86' Nagy 90+3' | (0 – 0) Jegyzőkönyv | Dragóner 51' 77′ Tököli 89' |

| Nyíregyháza Városi Stadion, Nyíregyháza Nézőszám: 2 500 Játékvezető: Berger József (magyar) |

#### Tavaszi fordulók
| 16. forduló 2007. március 10. 15:00 |

| Jászapáti                                                     | 0 – 2               | Ferencváros                                                                      |
| ------------------------------------------------------------- | ------------------- | -------------------------------------------------------------------------------- |
| Kerékgyártó 6' Kiskapusi 19' Herczku 60' Horváth 64' Kósa 81' | (0 – 0) Jegyzőkönyv | Tököli 55' Horváth 90+3' Balog 27' Ferencz 76' 81′ Brettschneider 89' Deme 90+2' |

| Jászapáti Nézőszám: 4 500 Játékvezető: Oláh Gábor (magyar) |

| 17. forduló 2007. március 17. 18:00 |

| Ferencváros          | 0 – 0               | Szolnoki MÁV       |
| -------------------- | ------------------- | ------------------ |
| Deme 45' Lipcsei 55' | (0 – 0) Jegyzőkönyv | Jeney 28' Mile 54' |

| Üllői út, Budapest Nézőszám: 7 064 Játékvezető: Mészáros István (magyar) |

| 18. forduló 2007. március 25. 15:00 |

| Makó FC                                                    | 1 – 3               | Ferencváros                                      |
| ---------------------------------------------------------- | ------------------- | ------------------------------------------------ |
| Csamangó 87' Mórocz 28' Varga 30' Czirbus 38' Saveljev 72' | (0 – 0) Jegyzőkönyv | Tököli 55' Laczkó 65' Jovánczai 85' Dragóner 40' |

| Erdei Ferenc tér 7., Makó Nézőszám: 2 500 Játékvezető: Bede Ferenc (magyar) |

| 19. forduló 2007. március 31. 18:00 |

| Ferencváros                                                                         | 1 – 0               | Vecsési FC                   |
| ----------------------------------------------------------------------------------- | ------------------- | ---------------------------- |
| Lipcsei 64' 73' Dragóner 9' Jovánczai 18' Laczkó 32' Brettschneider 66' Horváth 88' | (0 – 0) Jegyzőkönyv | Csillag 16' 44′ Csirinyi 69' |

| Üllői út, Budapest Nézőszám: 6 000 Játékvezető: Fábián Mihály (magyar) |

| 20. forduló 2007. április 7. 16:30 |

| Orosháza FC                                      | 1 – 1               | Ferencváros                          |
| ------------------------------------------------ | ------------------- | ------------------------------------ |
| Szabó 20' Koncz 66' Bosnjakovic 73' Fekete 90+1′ | (1 – 0) Jegyzőkönyv | Lipcsei 90+2' Bartha 42' Ferencz 73' |

| Mátrai Sándor Stadion, Orosháza Nézőszám: 3 000 Játékvezető: Sápi Csaba (magyar) |

| 21. forduló 2007. április 14. 18:00 |

| Ferencváros                                | 1 – 3               | Kecskeméti TE                                  |
| ------------------------------------------ | ------------------- | ---------------------------------------------- |
| Lipcsei 33' (11-esből) Deme 13' Bognár 84' | (1 – 1) Jegyzőkönyv | Csordás 5' Yannick 72' 81' Gyagya 15' Vass 27' |

| Üllői út, Budapest Nézőszám: 5 500 Játékvezető: Sóthy András (magyar) |

| 22. forduló 2007. április 21. 14:30 |

| Tuzsér SE                               | 1 – 1               | Ferencváros                                   |
| --------------------------------------- | ------------------- | --------------------------------------------- |
| Csobán 42' Cséke 25' Dancs 31' Baka 33' | (1 – 1) Jegyzőkönyv | Bartha 28' Nagy 30' Dragóner 60' Csepregi 65' |

| Tuzsér Nézőszám: 3 000 Játékvezető: Szabó Zsolt (magyar) |

| 23. forduló 2007. április 30. 18:00 |

| Ferencváros            | 1 – 1               | Nyíregyháza Spartacus              |
| ---------------------- | ------------------- | ---------------------------------- |
| Tököli 40' Lipcsei 33' | (1 – 1) Jegyzőkönyv | Montvai 21' Bagoly 43' Minczér 50' |

| Üllői út, Budapest Nézőszám: 14 000 Játékvezető: Gergely Sándor (magyar) |

| 24. forduló 2007. május 6. 16:45 |

| Karcag                              | 1 – 2               | Ferencváros                                |
| ----------------------------------- | ------------------- | ------------------------------------------ |
| Mitasz 71' 57' Kádár 42' Kocsis 44' | (0 – 1) Jegyzőkönyv | Buz 30' Lipcsei 63' Tököli 22' Ferencz 73' |

| Karcag Nézőszám: 3 000 Játékvezető: Szilasi Szabolcs (magyar) |

| 25. forduló 2007. május 12. 13:30 |

| Jászberény                                        | 2 – 7               | Ferencváros                                                             |
| ------------------------------------------------- | ------------------- | ----------------------------------------------------------------------- |
| Németh 34' 43' 34' Papp 34' Majzik 65′ Fekete 78' | (2 – 2) Jegyzőkönyv | Buz 20' 37' Tököli 48' 65' 88' 90' Laczkó 57' Dragóner 3' Jovánczai 44' |

| Jászberény Nézőszám: 3 000 Játékvezető: Veizer Roland (magyar) |

| 26. forduló 2007. május 30. 18:00 |

| Békéscsaba 1912 Előre                    | 0 – 4               | Ferencváros                                                       |
| ---------------------------------------- | ------------------- | ----------------------------------------------------------------- |
| Pozsár 16' Such 30' Cseke 34' Bogdán 75' | (0 – 3) Jegyzőkönyv | Bartha 9' Tököli 29' 32' Horváth 81' Brettschneider 50' Lazić 59' |

| Kórház utcai stadion, Békéscsaba Nézőszám: 3 500 Játékvezető: Berger József (magyar) |

| 27. forduló 2007. május 27. 17:30 |

| Bőcs KSC             | 0 – 0               | Ferencváros        |
| -------------------- | ------------------- | ------------------ |
| Irhás 60' Fekete 74' | (0 – 0) Jegyzőkönyv | Buz 13' Laczkó 63' |

| DVTK-stadion, Miskolc Nézőszám: 4 000 Játékvezető: Solymosi Péter (magyar) |

| 28. forduló 2007. június 4. 18:00 |

| Ferencváros                                | 4 – 0               | Kazincbarcikai SC             |
| ------------------------------------------ | ------------------- | ----------------------------- |
| Horváth 6' Tököli 27' Lipcsei 39' Nagy 42' | (4 – 0) Jegyzőkönyv | Sebők 63' Kovács 81' Elek 83' |

| Üllői út, Budapest Nézőszám: 5 000 Játékvezető: Iványi Zoltán (magyar) |

| 29. forduló 2007. június 9. 15:00 |

| Budafok                                | 2 – 2               | Ferencváros        |
| -------------------------------------- | ------------------- | ------------------ |
| Újhegyi 59' Schmatovich 71' Hacker 77' | (0 – 1) Jegyzőkönyv | Buz 43' Tököli 69' |

| Városi Stadion, Tatabánya Nézőszám: 2 500 Játékvezető: Veizer Roland (magyar) |

| 30. forduló 2007. június 16. 18:00 |

| Ferencváros       | 0 – 0               | Baktalórántháza VSE                |
| ----------------- | ------------------- | ---------------------------------- |
| Nagy 61' Nagy 63' | (0 – 0) Jegyzőkönyv | Czerula 41' Rákóczi 44' Márkus 59' |

| Üllői út, Budapest Nézőszám: 6 000 Játékvezető: Sápi Csaba (magyar) |

#### Végeredmény
| #   | Csapat                | M  | GY | D  | V  | G+ – G– | GK  | P  | Megjegyzések                                           |
| --- | --------------------- | -- | -- | -- | -- | ------- | --- | -- | ------------------------------------------------------ |
| 1.  | Nyíregyháza Spartacus | 30 | 20 | 9  | 1  | 67–24   | +43 | 69 | 2007–2008-as magyar labdarúgó-bajnokság (első osztály) |
| 2.  | Ferencváros           | 30 | 18 | 11 | 1  | 70–21   | +49 | 65 |                                                        |
| 3.  | Orosháza FC           | 30 | 16 | 7  | 7  | 58–40   | +18 | 55 |                                                        |
| 4.  | Szolnoki MÁV          | 30 | 13 | 10 | 7  | 45–35   | +10 | 49 |                                                        |
| 5.  | Bőcs KSC              | 30 | 12 | 10 | 8  | 37–37   | 0   | 46 |                                                        |
| 6.  | Tuzsér SE             | 30 | 13 | 6  | 11 | 40–47   | −7  | 45 |                                                        |
| 7.  | Vecsési FC            | 30 | 11 | 9  | 10 | 49–43   | +6  | 42 |                                                        |
| 8.  | Kecskeméti TE         | 30 | 10 | 10 | 10 | 46–46   | 0   | 40 |                                                        |
| 9.  | Karcag                | 30 | 9  | 10 | 11 | 31–39   | −8  | 37 |                                                        |
| 10. | Baktalórántháza VSE   | 30 | 8  | 9  | 13 | 33–44   | −11 | 33 |                                                        |
| 11. | Makó FC               | 30 | 9  | 8  | 13 | 30–45   | −15 | 35 | 3 pont levonva                                         |
| 12. | Kazincbarcikai SC     | 30 | 6  | 14 | 10 | 41–45   | −4  | 32 |                                                        |
| 13. | Jászberény            | 30 | 9  | 2  | 19 | 40–55   | −15 | 29 |                                                        |
| 14. | Békéscsaba            | 30 | 8  | 4  | 18 | 33–48   | −15 | 28 | NB III                                                 |
| 15. | Jászapáti             | 30 | 7  | 6  | 17 | 26–48   | −22 | 27 | NB III                                                 |
| 16. | Budafok               | 30 | 6  | 5  | 19 | 31–60   | −29 | 23 | NB III                                                 |

Utolsó frissítés: 2012. október 11. 
Forrás: MLSZ 
A rangsorolás alapszabályai: 1. összpontszám, 2. győzelmek száma, 3. egymás elleni eredmények összpontszáma,  4. egymás elleni eredmények gólkülönbsége, 5. egymás elleni eredmények szerzett góljainak száma 6. gólkülönbség, 7. szerzett gólok száma.
(B): Bajnokcsapat, (K): Kieső csapat, (F): Feljutó csapat, (I): Kupainduló, (R): A rájátszás győztese, (KGY): Kupagyőztes

#### Eredmények összesítése
Az alábbi táblázatban összesítve szerepelnek a Ferencváros 2006/07-es bajnokságban elért eredményei.
| Ősz/tavasz (forduló)    | Otthon | Otthon | Otthon | Otthon | Otthon | Otthon | Otthon | Idegenben | Idegenben | Idegenben | Idegenben | Idegenben | Idegenben | Idegenben |
| Ősz/tavasz (forduló)    | M      | GY     | D      | V      | LG–KG  | GK     | P      | M         | GY        | D         | V         | LG–KG     | GK        | P         |
| ----------------------- | ------ | ------ | ------ | ------ | ------ | ------ | ------ | --------- | --------- | --------- | --------- | --------- | --------- | --------- |
| Őszi szezon (1–15.)     | 9      | 9      | 0      | 0      | 29–3   | +26    | 27     | 6         | 2         | 4         | 0         | 12–6      | +6        | 10        |
| Tavaszi szezon (16–30.) | 6      | 2      | 3      | 1      | 7–4    | +3     | 9      | 9         | 5         | 4         | 0         | 22–8      | +14       | 19        |
| Összesen (1–30.)        | 15     | 11     | 3      | 1      | 36–7   | +29    | 36     | 15        | 7         | 8         | 0         | 34–14     | +20       | 29        |

#### Helyezések fordulónként
| Forduló  | 1  | 2  | 3  | 4  | 5  | 6 | 7  | 8 | 9  | 10 | 11 | 12 | 13 | 14 | 15 | 16 | 17 | 18 | 19 | 20 | 21 | 22 | 23 | 24 | 25 | 26 | 27 | 28 | 29 | 30 |
| -------- | -- | -- | -- | -- | -- | - | -- | - | -- | -- | -- | -- | -- | -- | -- | -- | -- | -- | -- | -- | -- | -- | -- | -- | -- | -- | -- | -- | -- | -- |
| Helyszín | O  | I  | O  | I  | O  | I | O  | I | O  | O  | O  | O  | I  | O  | I  | I  | O  | I  | O  | I  | O  | I  | O  | I  | I  | I  | I  | O  | I  | O  |
| Eredmény | GY | GY | GY | GY | GY | D | GY | D | GY | GY | GY | GY | D  | GY | D  | GY | D  | GY | GY | D  | V  | D  | D  | GY | GY | GY | D  | GY | D  | D  |
| Helyezés | 4  | 2  | 1  | 1  | 1  | 1 | 1  | 1 | 1  | 1  | 1  | 1  | 1  | 1  | 1  | 1  | 1  | 1  | 1  | 1  | 1  | 1  | 1  | 1  | 1  | 1  | 2  | 2  | 2  | 2  |

Helyszín: O = Otthon; I = Idegenben. Eredmény: GY = Győzelem; D = Döntetlen; V = Vereség.

#### Dobogós gólszerzők
A táblázatban csak a bajnokságban szerzett gólok vannak feltüntetve.
| Név           | Gól |
| ------------- | --- |
| Tököli Attila | 19  |
| Lipcsei Péter | 12  |
| Laczkó Zsolt  | 11  |

### Magyar kupa
3. forduló
| 2006. szeptember 20. |

| Kaposvölgye VSC                                              | 1 – 2               | Ferencváros                                              |
| ------------------------------------------------------------ | ------------------- | -------------------------------------------------------- |
| Horváth Gy. 31' Vinicius 25' Kolega 34' Fuzmi 48' Kővári 90′ | (1 – 1) Jegyzőkönyv | Lipcsei 45' (11-esből) Deme 51' 15' Laczkó 73' Lazić 88' |

| Rákóczi Stadion, Kaposvár Nézőszám: 3 000 Játékvezető: Solymosi Péter (magyar) |

4. forduló
| 2006. október 25. |

| Ferencváros                                            | 4 – 0               | Pécsi MFC       |
| ------------------------------------------------------ | ------------------- | --------------- |
| Tököli 38' Szalai 40' Tímár 78' 79' Csepregi 87' 90+1' | (2 – 0) Jegyzőkönyv | Horváth Zs. 75' |

| Üllői út, Budapest Nézőszám: 5 000 Játékvezető: Arany Tamás (magyar) |

Nyolcaddöntő
| 2006. november 8. |

| Ferencváros                                   | 1 – 0               | Gyirmót FC                         |
| --------------------------------------------- | ------------------- | ---------------------------------- |
| Tököli 65' Deme 47' Bartha 67' Dragóner 90+2' | (0 – 0) Jegyzőkönyv | Oross 52' Németh L. 75' Földes 79' |

| Üllői út, Budapest Nézőszám: 3 500 Játékvezető: Kassai Viktor (magyar) |

| 2006. november 22. |

| Gyirmót FC             | 1 – 3               | Ferencváros                                                          |
| ---------------------- | ------------------- | -------------------------------------------------------------------- |
| Tóth 65' 65' Szabó 43' | (0 – 2) Jegyzőkönyv | Tököli 15' 27' 43′ Lipcsei 48' 75' Bognár 10' Dragóner 60′ Tímár 90′ |

| Ménfői úti stadion, Gyirmót Nézőszám: 4 000 Játékvezető: Bede Ferenc (magyar) |

Negyeddöntő
| 2007. március 22. |

| Ferencváros | 0 – 2               | Vasas                                                             |
| ----------- | ------------------- | ----------------------------------------------------------------- |
| Lipcsei 30' | (0 – 1) Jegyzőkönyv | Németh 26' Kenesei 79' Bali 12' Pintér 19' Odrobéna 33' Lázok 88' |

| Üllői út, Budapest Nézőszám: 11 000 Játékvezető: Kassai Viktor (magyar) |

| 2007. április 4. |

| Vasas                      | 2 – 3               | Ferencváros                                      |
| -------------------------- | ------------------- | ------------------------------------------------ |
| Kenesei 16' 39' Pintér 37' | (2 – 0) Jegyzőkönyv | Lazić 55' (11-esből) Dragóner 78' Tököli 79' 44' |

| Illovszky Rudolf Stadion, Budapest Nézőszám: 5 000 Játékvezető: Arany Tamás (magyar) |

- 4–3-as összesítéssel a Vasas SC jutott tovább.

## Külső hivatkozások
- A csapat hivatalos honlapja (magyarul)
- A 2006–07-es szezon menetrendje a tempofradi.hu-n (magyarul)
- A Magyar Labdarúgó Szövetség honlapja, adatbankja (magyarul)
- Tudósítások az NSO.hu-n a Ferencvárosi TC 2006–2007-es mérkőzéseiről (magyarul)